# Robert Enke
Robert Enke, född 24 augusti 1977 i Jena, död 10 november 2009 i Neustadt am Rübenberge, var en tysk fotbollsmålvakt. Enkes sista klubb blev Hannover 96. Han spelade åtta landskamper för Tyskland.

## Klubbkarriär
Från 1996 till 1999 spelade han i Borussia Mönchengladbach, och han blev lagets förstemålvakt i början av säsongen 1998/1999. Sommaren 1999 blev han uttagen till tyska landslaget för första gången, och var tredje målvakt under Fifa Confederations Cup 1999 i Mexiko. Efter hans klubblag blivit degraderat från Bundesliga flyttade Enke till SL Benfica. Han lärde sig portugisiska snabbt och blev även lagkapten för klubben. 2002 värvades han av FC Barcelona, men blev bara tredje målvakt efter ett misstag i första cupmatchen. Han lånades ut till Fenerbahçe sommaren 2003, men bad om att få sitt kontrakt upplöst efter bara en match, efter att fansen hånade och kastade in saker på honom. Han lämnade klubben den 14 augusti. I januari 2004 lånades han ut till CD Tenerife i Segunda División, där han blev förstemålvakt igen. 
Efter säsongen vände han tillbaka hem till Bundesliga, för spel med Hannover 96. Det var här hans mest framgångsrika tid började. I flera år valdes han som ligans bästa målvakt av Bundesligaspelarna. Han blev mycket populär bland Hannoverfansen. Inför fotbolls-VM 2006 blev Enke uttagen i truppen av Jürgen Klinsmann, men fick dock ingen speltid i turneringen. Men privatlivet var tuffare, tvååriga dottern Lara dog av ett medfött hjärtfel, hypoplastiskt vänsterkammarsyndrom, i september 2006. År 2007 blev han Hannovers lagkapten.

## Landslaget
Sin första landskamp gjorde han i mars 2007 i en match där det blev 0-1 mot Danmark. Under fotbolls-EM 2008 var han Tysklands reservmålvakt. Efter Jens Lehmann hade slutat efter turneringen hade Enke chansen att bli landslagets nya förstemålvakt. Han spelade i 6 av 11 landskamper efter EM, men missade bland annat båda VM-kvalmatcherna mot Ryssland. Den första, i september 2008, på grund av en handfraktur, och den andra, i oktober 2009, på grund av en bakterieinfektion i magen (campylobacter). Han ersattes av Bayer Leverkusens René Adler. Enke tog det hårt, men han hade kommit tillbaka i klubblagsträning i oktober. Landslagstränaren Joachim Löw hade tydligt signalerat att han åter var favorit som förstemålvakt i VM 2010 i Sydafrika. Han blev dock inte uttagen till landskamperna 14 november mot Chile och 18 november mot Elfenbenskusten, eftersom han bara hade spelat två matcher med sitt klubblag efter infektionen.

## Döden
Den 10 november 2009 tog 32-årige Robert Enke sitt liv. Detta kom som en chock, eftersom det inte ens var känt att han led av depressioner. Det var enbart Enkes familj som var medveten om detta, som hans fru Teresa avslöjade på en presskonferens dagen efter Enkes självmord. Hon och psykoterapeuten som behandlade Enke sedan 2003 berättade att han led av depressioner och prestationsångest. I slutet var han även rädd för att, till följd av sin sjukdom, förlora omvårdnaden om sin dotter Leila, som paret hade adopterat ett halvt år innan. Han lämnade ett avskedsbrev, bad om ursäkt för att han vilselett sina anhöriga under den sista tiden.
Enke ansågs som en öppen och ödmjuk person, och var även känd för sitt sociala engagemang. Bland annat blev han känd som en mycket stor djurvän. Han var till exempel med i kampanjer mot djurförsök för PETA ("Don't kick the dog, kick the ball!"). Enke har tillsammans med sin fru tagit hand om åtta gatuhundar under åren i Spanien och Portugal.